# 静岡ガス
静岡ガス株式会社（しずおかがす）は、静岡県中東部（静岡市、富士市、沼津市、三島市など）を小売、供給エリアとするガス会社。また、近隣のガス会社などに卸売を行っており、山梨県や長野県など静岡県外へも同社のガスが送出されている。都市ガスの販売量は、東京ガス、大阪ガス、東邦ガスに次ぐ全国4位。なお、2015年3月までは静岡瓦斯株式会社を商号としていた。
コーポレートスローガンは「くらしを考え、明日をつくる。」。
軟式野球部は天皇杯3度、実業団野球では紅龍旗で、11度優勝を誇る。

## 概要
井出百太郎が中心となって静岡県安倍郡豊田村（現・静岡県駿河区八幡）で「静岡瓦斯株式会社」として1910年に創立した。
日露戦争後の起業ブームの中、東京日本橋で貿易商を営む井手百太郎が静岡でガス事業を設立しようと、1906年6月静岡県知事の李家隆介に宛てに「瓦斯事業設立許可願」の申請。次いで8月には、静岡市長の長嶋弘裕に「鉄管埋設許可願」を提出、同年11月に1908年11月迄の会社設立を条件として市道路の使用を許可得る。しかし、好況が反動期になり出資者の協力が得られず、会社設立も延期願で1908年11月迄から1910年5月迄に延期となった。こうした中で、井手の既得権利を名古屋瓦斯会社が譲り受けたことやガス会社設立を東京瓦斯会社への働きかけたことなどにより、設立発起人が増員された。そして、1909年12月10日静岡瓦斯株式会社の設立に関する願書が静岡市長に承認、1910年4月11日「瓦斯製造営業許可願」を静岡県知事の李家隆介に提出、16日に創立総会を開催、同年6月に許可が下りたことにより設立。
創立当初は炭素電球や石油ランプに比べて格段の明るさを放つ白熱マントルによって、お客さま数を1910年12月190戸から4年間で3234戸まで伸ばした。しかし、タングステン電球の出現や水力発電所の開発などによりガス灯、更に電気モーターの登場でガスエンジンの需要が減少した。熱源用としてのガス需要の開拓のため、ガス七輪やガス竈に加えて、まだ高価だったガスストーブやガス風呂の普及に力を入れた。その後、都市ガス製造の副産物であるコークスなどの販売不振や第一次世界大戦による不況、原料炭の価格の高騰により会社解散の危機であったが、1921年ごろから原料炭の価格が下落し始め、炊事用の家庭用ガスの需要が急増したことで経営が安定へと向かった。
1937年7月に日中戦争が勃発したのを契機に資金、資材、労務各方面にわたり大きな規制を受けることになった。また、陸軍飛行機を製造する三菱の軍需工場への金属の焼き戻し用の大量のガスを供給するため、1942年8月陸軍航空本部の命令で静岡市池田の静岡製造所が1944年12月完成した。同じく1944年、政府の経済新体制確立要綱に基づき、静岡瓦斯は東海北陸の「瓦斯協力集団」として集団結成に加盟した。
1946年8月静岡ガスは会社経理応急措置法により特別経理会社に指定された。また、同年10月に企業再建整備法が施行され、特別損失を速やかに処理し、企業の再建整備計画を企てることになった。
戦後いち早くガスの供給を開始した静岡ガスは、1957年12月に三保ガス、1959年7月に大富士ガスと各地で積極的に関係会社を設立し、供給区域の拡大にも取り組むことになった。
石炭から石油へと移行するエネルギー革命の流れから、1962年10月、静岡ガスは油ガスプラントOG-1を新設され、稼働が開始した。1965年11月には、2基目としてナフサを原料とする接触油ガス発生装置OG-2、1968年12月に東亜燃料工業（現・東燃ゼネラル石油）清水工場から油ガスプラントOG-3がガス製造を開始した。
1980年8月16日静岡駅前地下街ガス爆発事故が発生し、223人が負傷、15人が死亡した。午前9時26分と午前9時56分に2回の爆発が起こったが、1回目の爆発は地階店舗下の湧水槽に長年わたって捨てられた残飯などによるメタンガスによって起こった。被害を大きくした2回目の爆発は、地下の機械室の天井にあったガス管が破壊され、上階へ流れ爆発したと考えられる。

## 沿革
- 1910年（明治43年）4月 - 創立（資本金50万円）。
- 1917年（大正6年）12月 - 沼津瓦斯株式会社を吸収合併。
- 1940年（昭和15年）1月15日 - 静岡大火により社屋が焼失するなどの被害[9]。
- 1942年（昭和17年）7月 - 清水瓦斯株式会社を吸収合併。
- 1944年（昭和19年）12月 - 静岡製造所（旧・静岡工場）竣工、操業開始。
- 1945年（昭和20年）6月 - 太平洋戦争下の空襲により静岡市（6月20日）、清水市（7月7日）、沼津市（7月14日）が壊滅的被害を受け、需要家の73%を失う。
- 1957年（昭和32年）12月 - 三保ガス株式会社設立（1980年（昭和55年）1月吸収合併）。
- 1959年（昭和34年）7月 - 大富士ガス株式会社設立（2000年（平成12年）1月吸収合併）。
- 1961年（昭和36年）8月 - 静岡液化ガス株式会社設立（1998年（平成10年）4月に商号変更し、現・静岡ガスエネルギー株式会社）。
- 1965年（昭和40年）10月 - 静岡蒲原ガス株式会社設立（2000年（平成12年）1月吸収合併）。
- 1968年（昭和43年）9月 - 静岡セントラルヒーティング株式会社設立（1983年（昭和58年）6月に商号変更し、現・静岡ガス・エンジニアリング株式会社）。
- 1973年（昭和48年）1月 - 袋井ガス株式会社設立。
- 1973年（昭和48年）9月 - 大富士ガス工業株式会社設立（1992年（平成4年）1月に吸収合併）。
- 1980年（昭和55年）8月 - 静岡駅前地下街爆発事故発生。
- 1983年（昭和58年）6月 - エスジークレジットサービス株式会社設立（2013年（平成25年）4月に商号変更し、現・静岡ガスクレジット株式会社）。
- 1987年（昭和62年）6月 - エスジー・リビング株式会社設立（1996年（平成8年）11月に商号変更し、現・静岡ガスリビング株式会社）。
- 1988年（昭和63年）5月 - 静岡ガスサービス株式会社設立。
- 1992年（平成4年）8月 - 清水エル・エヌ・ジー株式会社設立。
- 1994年（平成6年）6月 - 天然ガス（13A）への熱量変更作業開始。
- 2000年（平成12年）1月 - 大富士ガス株式会社、静岡蒲原ガス株式会社、富士宮ガス株式会社と合併。
- 2001年（平成13年）1月 - 静岡ガス・システムソリューション株式会社設立。
- 2001年（平成13年）12月 - 東京証券取引所市場第二部へ上場。
- 2002年（平成14年）12月 - 天然ガス（13A）への熱量変更作業が完了。
- 2003年（平成15年）10月 - 南富士パイプライン株式会社設立。
- 2003年（平成15年）12月 - 東京証券取引所市場第一部に指定。
- 2004年（平成16年）7月 - 静岡・富士間の高圧輸送パイプライン「第二駿河幹線」完成。
- 2008年（平成20年）5月 - 静浜パイプライン株式会社設立。
- 2010年（平成22年）1月 - 清水エル・エヌ・ジー株式会社袖師基地に第3号LNG貯槽完成。
- 2013年（平成25年）3月 - 新本社本館竣工。
- 2013年（平成25年）10月18日 - 本社北館跡を含む隣接する土地を日本放送協会に譲渡。NHK静岡放送局新放送会館建設用地となり、2018年3月運用開始。
- 2014年（平成26年）7月 - 静岡ガス&パワー株式会社設立。
- 2015年（平成27年）10月 - 「静浜幹線」開通により、中部ガスと天然ガスパイプラインが接続。
- 2020年（令和2年）4月 - 島田市とSDGsに基づくまちづくり協定を締結[10]。

## 歴代社長
| 代 | 氏名         | 就任日 | 退任日 | 備考                                                                                              |
| -- | ------------ | ------ | ------ | ------------------------------------------------------------------------------------------------- |
| 初 | 賀田金三郎   | 1910年 | 1917年 | 様々な企業の社長を兼務しており、静岡に軸足を置いていたとは考えにくく 名誉職的な色合いが濃かった。 |
| 2  | 千賀千太郎   | 1917年 | 1935年 | 沼津瓦斯の合併を機に就任。 岡崎瓦斯の社長の兼務しており、 名誉職としていた思われる。              |
| 3  | 上野喜左衛門 | 1935年 | 1948年 | 貴族院議員、日本水電の常務取締役。 実弟の上野次郎吉に経営は任せていた。                           |
| 4  | 上野次郎吉   | 1948年 | 1968年 |                                                                                                   |
| 5  | 秋山努       | 1968年 | 1976年 |                                                                                                   |
| 6  | 宮村達郎     | 1976年 | 1989年 |                                                                                                   |
| 7  | 大石繁       | 1989年 | 2001年 |                                                                                                   |
| 8  | 大石司朗     | 2001年 | 2006年 |                                                                                                   |
| 9  | 岩崎清悟     | 2006年 | 2011年 |                                                                                                   |
| 10 | 戸野谷宏     | 2011年 | 2018年 |                                                                                                   |
| 11 | 岸田裕之     | 2018年 | 2024年 |                                                                                                   |
| 12 | 松本尚武     | 2024年 | 現職   |                                                                                                   |

## 事業所及び営業エリア

### 本社
静岡市駿河区八幡一丁目5番38号

### 静岡支社
静岡市駿河区池田28
担当区域：静岡市（清水区のうち、旧蒲原町域を除く）
- エネリアショールーム静岡 静岡市駿河区八幡一丁目5番38号

### 富士支社
富士市荒田島町10-52
担当区域：富士市、富士宮市、静岡市（清水区のうち、旧蒲原町域）
- エネリアショールーム富士 富士市本市場町835

### 東部支社
沼津市西条町17-6
担当区域：沼津市、三島市、裾野市、駿東郡清水町、駿東郡長泉町、田方郡函南町
- エネリアショールーム柿田川 駿東郡清水町玉川61-2 サントムーン柿田川

## エネリア

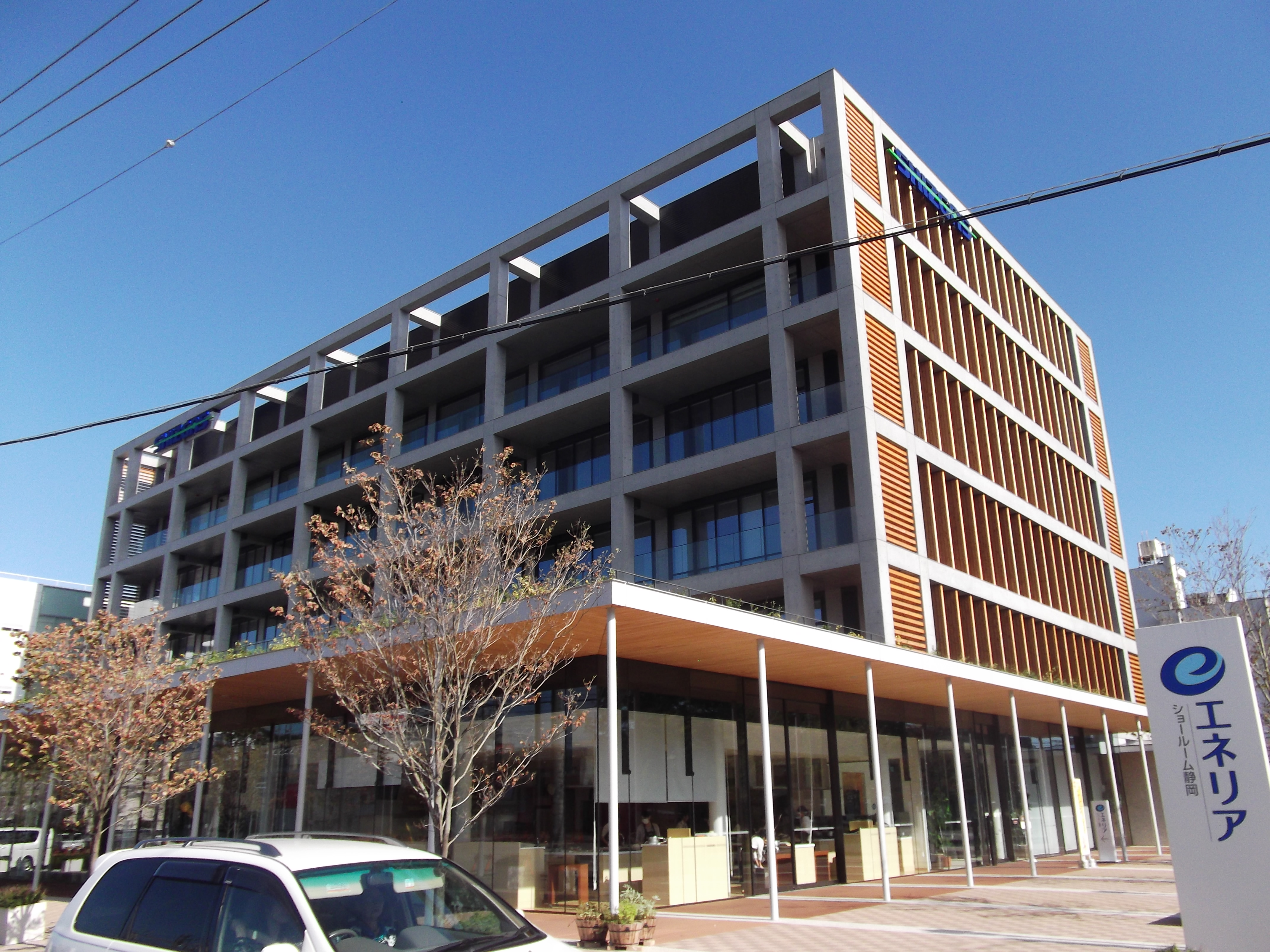
本社ビルを東側より撮影。（2013年9月）

2007年より、静岡ガスの一部の販売店を「エネリア」という名称に変更した。“エネルギー”と“エリア”を組み合わせた造語で、静岡ガスのショールームもエネリアを名乗る。また、それによって“ガスショップ”という位置づけは廃止となった。

## 関連企業
- 静岡ガスエネルギー（旧・静岡液化ガス）
- 静岡ガスサービス
- 清水エル・エヌ・ジー
- 静岡ガス＆パワー
- 静岡ガス・エンジニアリング
- 静岡ガスクレジット（旧・エスジークレジットサービス）
- 静岡ガスリビング
- 静岡ガス・システムソリューション
- 静岡ガス保険サービス（旧・エスジー保険サービス）
- 南富士パイプライン
- 静浜パイプライン
- 南遠州パイプライン
- 吉田瓦斯（山梨県富士吉田市）
- 中遠ガス（静岡県掛川市）
- 袋井ガス（静岡県袋井市）
- 御殿場ガス（静岡県御殿場市）
- 島田瓦斯（静岡県島田市）
- 下田ガス（静岡県下田市）
- 信州ガス（長野県飯田市）
- 佐渡瓦斯（新潟県佐渡市）

## 販売店・協力店・協力会社

### エネリア
- 静岡・清水エリア
  - エネリア静岡中央　《エネリア静岡中央（株）》
  - エネリア静岡北　　《エネリア静岡北（株）》

- 富士・富士宮・沼津・三島・裾野エリア
  - エネリア東部　《エネリア東部（株）》

### サービスショップ
- 静岡・清水エリア
  - （株）桶時
  - 東部サービス
  - 静岡設備（株）
  - ヤマイチ産業（有）

- 富士・富士宮・沼津・三島・裾野（東部）エリア
  - （有）ガスセンターオギハラ
  - （有）森ガス店

### パートナーショップ
- 秋山工業（株）
- （有）モチカン設備
- （株）岩建
- 渡正配管工業（株）
- （有）香陵興業